# 小行星4824
小行星4824（英語：4824 Stradonice）是一颗围绕太阳公转的小行星。1986年11月25日，安東寧·姆爾科斯在克列特发现了此天体。
这颗小行星的绝对星等为41.76918171124094等。